# Chichagof Island

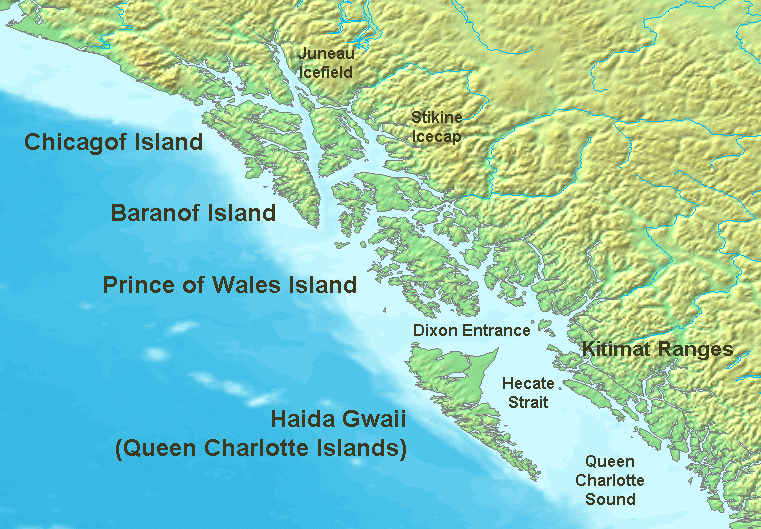
Islands and major straits of the northern Pacific Northwest Coast

Chichagof Island är den näst största ön i Alexanderarkipelagen i den amerikanska delstaten Alaska. Ön har en landyta på 5 305 km² och är därigenom USA:s femte största ö. Enligt 2000 års folkräkning har ön 1 342 invånare. Ön ligger norr om Baranof Island.
På Chichagof Island finns fyra städer, nämligen Hoonah, Pelican, Tenakee Springs och Elfin Cove, alla städer ligger på norra delen av ön. Den södra delen av ön har bara åtta invånare, dessa tillhör staden Sitkas folkräkningsområde. Öns ekonomi baseras på jakt, fiske och avverkning.
Ön är namngiven efter amiral Vasilij Tjitjagov (engelsk transkribering Chichagov), en rysk utforskare.